# Alfred Erhard
Alfred Erhard (* 15. April 1899 in Aschaffenburg; † 17. April 1945 in Düsseldorf) war ein deutscher Offizier, zuletzt Generalmajor der Luftwaffe im Zweiten Weltkrieg.

## Leben
Erhard trat am 15. Juli 1916 während des Ersten Weltkriegs in die Bayerische Armee ein und war als Gruppen- und Zugführer sowie später im Rang eines Leutnants als Kompanieführer und MG-Offizier im Stab des 2. Infanterie Regiment „Kronprinz“ tätig. Dort wurde er am 1. November 1918 Ordonnanzoffizier.
Nach Kriegsende diente Erhard von Februar bis Mitte November 1919 in gleicher Funktion bei der Stadtkommandantur München. Am 18. November 1919 trat er der bayerischen Polizei bei, wo er bis zum 30. September 1926 verblieb. Anschließend absolvierte Erhard bis Ende September 1928 die Führergehilfenausbildung beim Wehrkreiskommando VII. Nach deren Abschluss arbeitete er bis zum 15. Dezember 1933 als Hilfsreferent bei der Inspektion der Landespolizei Bayern sowie anschließend bis zum 31. August 1935 als Referent ebendort.
Am 1. September 1935 wurde Erhard als Hauptmann in die Luftwaffe übernommen, wo er bis Ende September 1936 im Stab der I. Abteilung des 5. Flak-Regiments diente. Danach wurde er in die I. Abteilung des 28. Flak-Regiments versetzt, wo er Offizier beim Stabe und zugleich Batteriechef war. Vom 1. Dezember 1936 bis zum 22. Dezember 1937 absolvierte Erhard eine Generalstabsausbildung an der Luftkriegsakademie in Berlin-Gatow. Nach deren Beendigung war er bis zum 31. August 1938 Gruppenkommandeur im Kampfgeschwader 23. Hier wurde er am 1. April 1937 zum Oberstleutnant befördert. 
Von September 1938 bis Ende Januar 1939 diente er im Stab der 7. Flieger-Division. Vom 1. Februar 1939 bis zum 6. Juli 1940 war er Gruppenleiter III beim Generalquartiermeister 2 im Reichsluftfahrtministerium. Von dort wurde er vom 7. Juli bis Ende November als Abteilungskommandeur zum Flak-Regiment 38 delegiert. Anschließend war Erhard von Dezember 1940 bis November 1943 Chef des Stabes des Luftgau-Kommandos Westfrankreich. Danach führte er bis Ende Juli 1944 die 5. Flak-Brigade. Am 1. August 1944 übernahm er die Führung der 7. Flak-Division, die er bis zum 17. April 1945, einen Tag vor ihrer Kapitulation im Ruhrkessel, führte. Am 17. April erschoss er sich nahe Düsseldorf. Am 1. Januar 1945 war er zum Generalmajor befördert worden.